# 終極戰士 (摔角手)

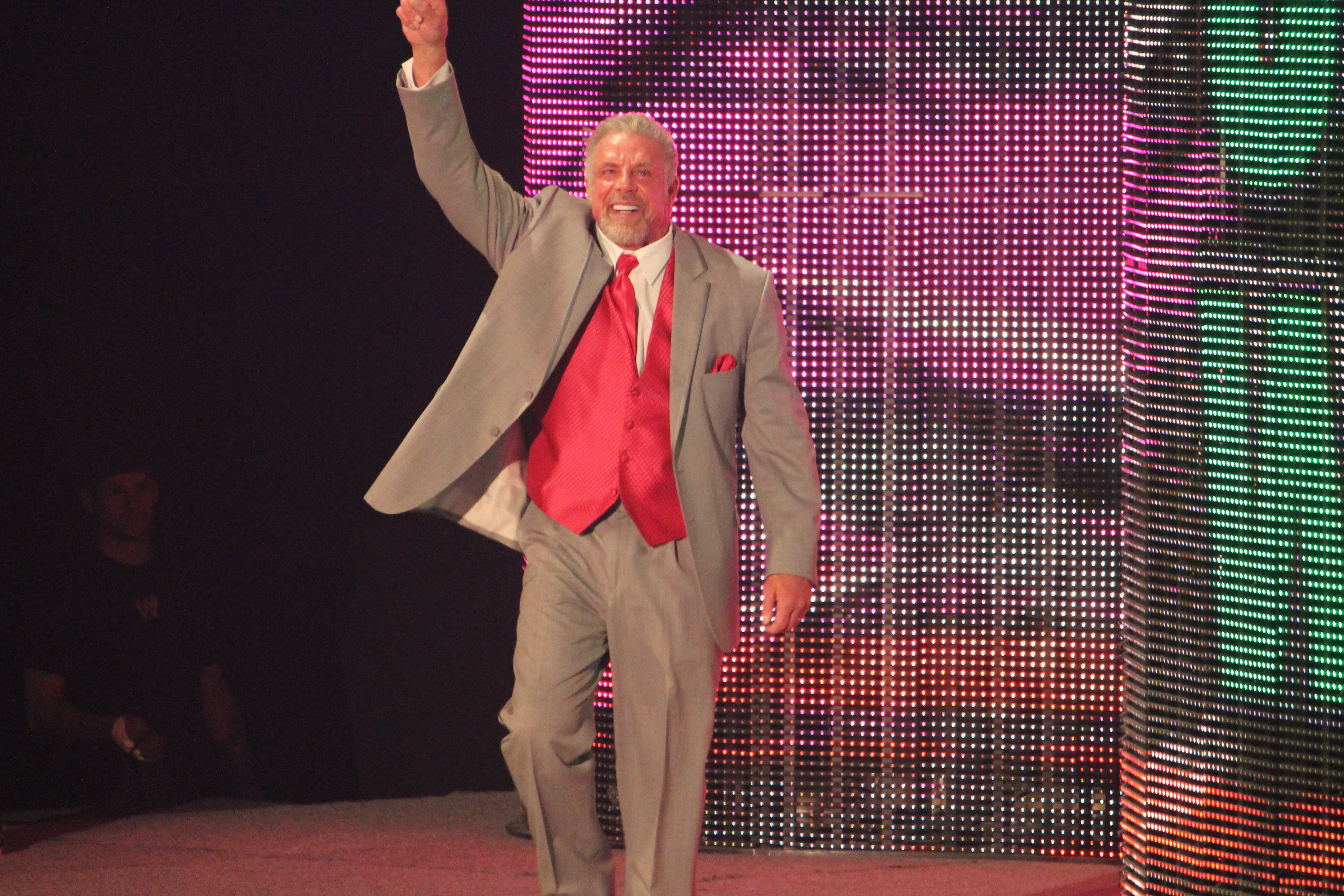
終極戰士於2014年4月7日在WWE Raw的進場

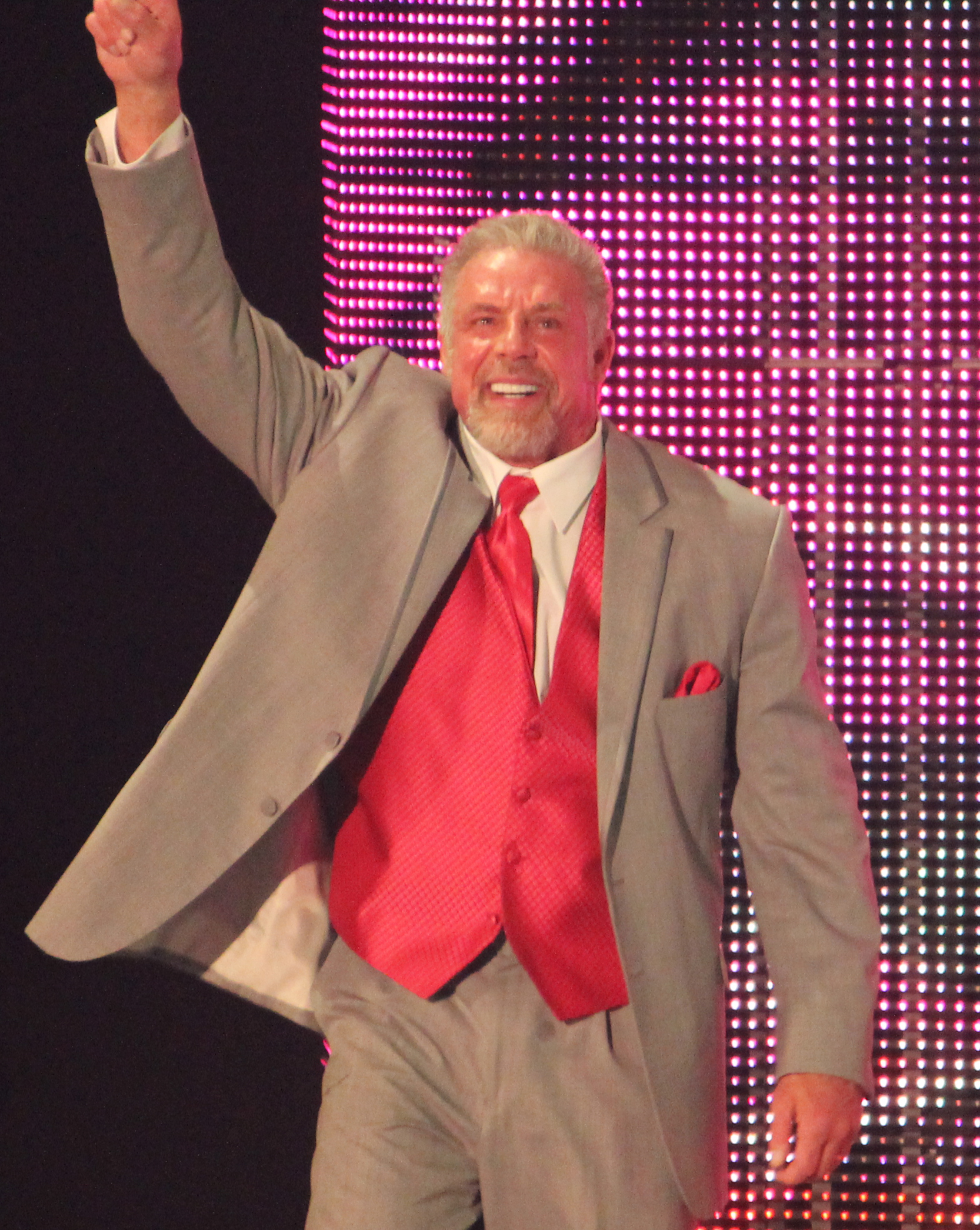
終極戰士於2014年4月7日在WWE Raw的進場

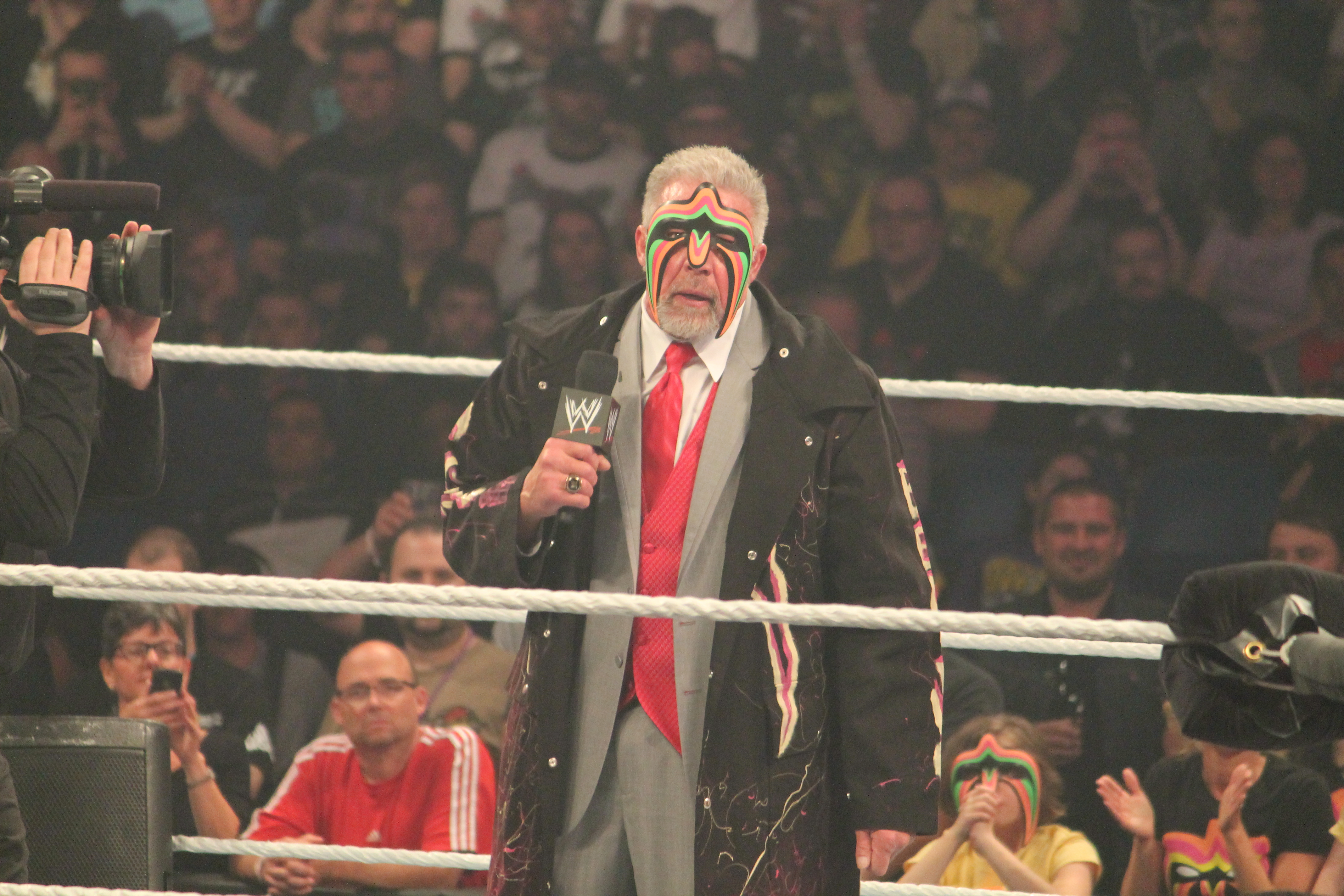
終極戰士於2014年4月7日在WWE Raw

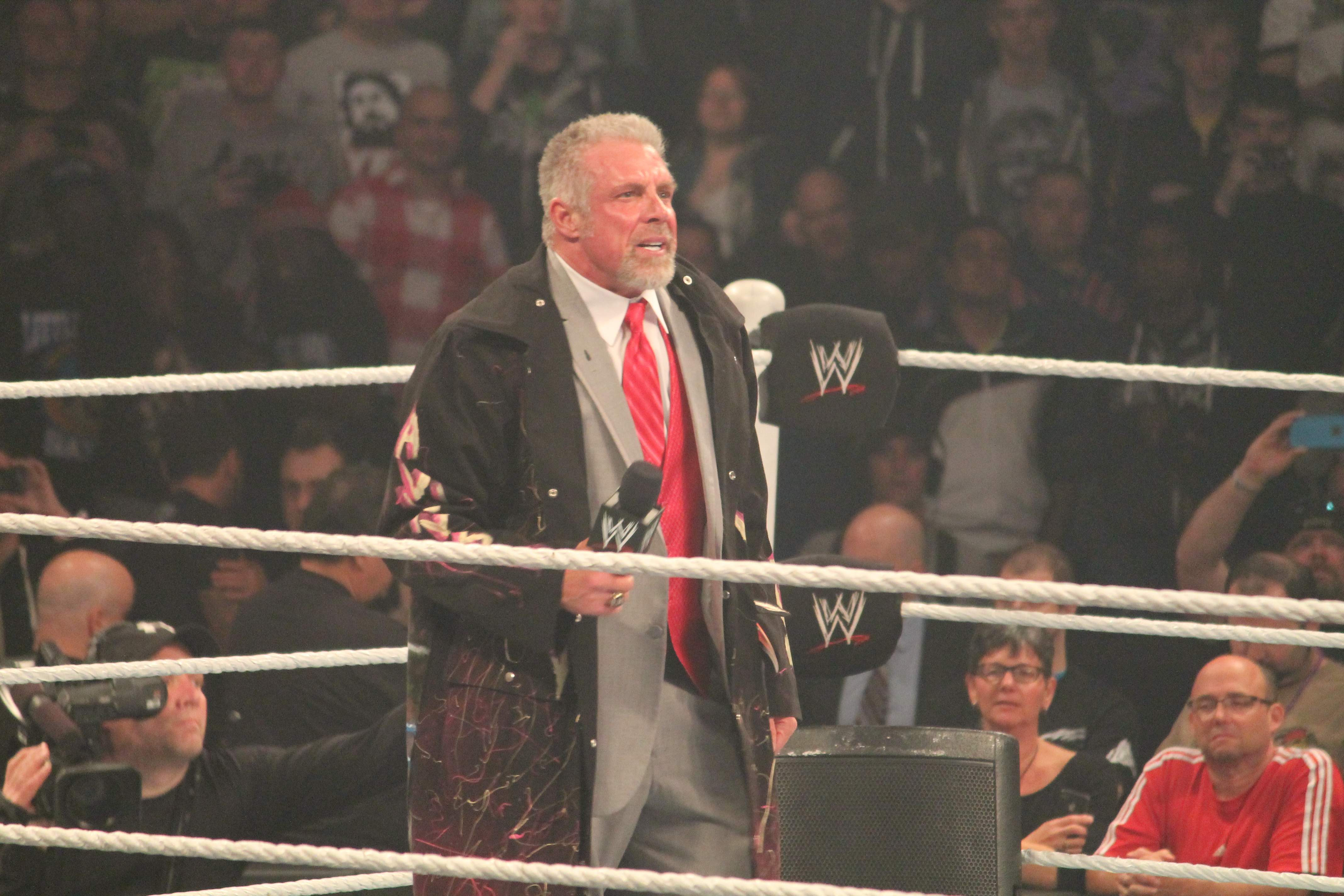
終極戰士於2014年4月7日在WWE Raw

終極戰士（英語：The Ultimate Warrior，1959年6月16日—2014年4月8日），本名詹姆士·布萊恩·赫爾維格（英語：James Brian Hellwig），是世界摔角娛樂（WWE）旗下職業摔角選手。2014年4月8日意外過世，享年54岁。
在摔角事業中，終極戰士已成為世界摔角娛樂名人堂入選者（2014年）。終極戰士曾是一次WWF冠軍及兩次WWF洲際冠軍。

## 生平

### 意外過世
終極戰士於2014年4月8日過世。他於4月5日入選世界摔角娛樂名人堂，於4月6日出現年度摔角盛会摔角狂熱XXX，於4月7日在WWE Raw進行睽違18年的亮相。據報導，在下午五點五十分（PDT），終極戰士正當與妻子在亞利桑那州的飯店外面準備上車時暈倒，被送往醫院后不治身亡。
驗屍结果显示終極戰士死於心臟疾病。終極戰士的家族有心臟病史，他的父親於57歲過世，而他的祖父的於52歲過世。
另據報導，在“摔角狂熱XXX”後台的人員指出終極戰士似乎是持續性的作痛，並指出終極戰士看起來吃力，很不舒服。他們還注意到，終極戰士在WWE Raw表演他搖晃擂台頂繩的招牌動作時看起來非常的虛弱。一位消息人士指出：我們都覺得他看起來很暴躁，這是顯而易見的。（We all felt like he looked like he was going to blow a gasket. It was pretty easy to see.）